# إليجاه إس. غرامر
إليجاه إس. غرامر هو سياسي أمريكي، ولد في 3 أبريل 1868 في Quincy, Missouri ‏ في الولايات المتحدة، وتوفي في 19 نوفمبر 1936 في سياتل في الولايات المتحدة. نشط حزبياً في الحزب الجمهوري. وقد انتخب عضو مجلس الشيوخ الأمريكي ‏ عن دائرة Washington Class 3 senate seat ‏ وقد انضم خلال فترته النيابية ‏ (22 نوفمبر 1932 – 4 مارس 1933) للكتلة البرلمانية الحزب الجمهوري وانتخب عضو مجلس الشيوخ الأمريكي ‏.